# Въжето
„Въжето“ (на английски: Rope) е американски психологически криминален трилър, излязъл по екраните през 1948 г., режисиран от Алфред Хичкок, с участието на Джеймс Стюарт, Джон Дал и Фарли Грейнджър в главните роли. Продуценти на филма са Сидни Бърнстийн и самият Алфред Хичкок. Сценарият, написан от Артър Лорънц, е базиран на пиесата „Краят на въжето“ от Патрик Хамилтън, а зад адаптацията седи Хюм Кронин. Смята се, че пиесата е вдъхновена от реално убийство в Чикагския университет през 1924 г. 

## Сюжет
Внимание:  Текстът по-долу разкрива сюжета на произведението (или части от него)!
Филмът проследява историята на двама млади естети, Брандън Шоу (Джон Дал) и Филип Морган (Фарли Грейнджър), решени да докажат своето интелектуално и духовно превъзходство като извършат "перфектното убийство". За тази цел удушават с въже бившия си съученик Дейвид Кентли, след което скриват тялото му в сандък в гостната на апартамента им в Манхатън, в която са поканили гости за вечеря. При това като маса използват именно сандъка, в който е тялото на убития.
Сред неподозиращите гости са бащата, г-н Кентли, и лелята, г-жа Атуотър, на жертвата (майката не присъства, тъй като има настинка). Присъстват още годеницата на Дейвид, Джанет Уокър, и нейният бивш любовен интерес, Кенет Лоурънс, който някога е бил близък приятел на Дейвид. 
Любопитно е присъствието на учителя и издател Рупърт Кадел (Джеймс Стюарт) - двете момчета се "вдъхновяват" да извършат убийството от теорията за Свръхчовека на Ницше, която Рупърт е обсъждал в училище като средство за показване на превъзходството над другите. 
Внушението за извършеното престъпление бива прокарано имплицитно по време на вечерята. Тънките намеци на Брандън за отсъствието на Дейвид отключват дискусия за "изкуството на убийството", а самият Брандън дори пряко защитава ницшеанските теории за свръхчовека пред бащата и приятелката на убития. Неслучайно се явява и в ролята на сватовник между Джанет и Кенет.  
И докато Брандън е спокоен и уверен, Филип изглежда доста нервен и мрачен. Когато г-жа Атуотър, самопровъзгласила се за гадателка, казва на Филип, че ръцете му ще му донесат слава, тя има предвид умението му да свири на пиано, но той го разчита като лоша слава на удушвач. Поведението му предизвиква подозрения у бившия учител на престъпниците и той преднамерено разпитва Морган за някои несъответствия в развилата се дискусия - Филип категорично отрича да е удушавал пиле във фермата на Шоус, но Рупърт лично го е видял няколко пъти.  
С напредването на вечерта, все още няма вести за Дейвид и притеснените гости решават, че е по-добре да си тръгнат. Г-н Кентли взема със себе си няколко книги от Брандън, завързани с въжето, използвано за удушаването на собствения му син. Г-жа Уилсън, прислужницата, дава на Кадел по погрешка шапка с монограм на Дейвид вместо неговата и това още повече подпалва подозренията му.  
Под претекст, че е забравил табакерата си, Кадел се връща в апартамента и отново отваря темата за необичайното изчезване на Дейвид. Пиян, Филип не издържа, хвърля чаша и обвинява Рупърт, че си играе на котка и мишка с тях цяла вечер. Кадел, от своя страна, настоява да отворят сандъка и когато това най-сетне се случва, той е ужасен, тъй като осъзнава, че стореното е резултат от грешна интерпретация на собствените му изказвания.   
Рупърт Кадел се отрича от всичко, което е говорил за превъзходството и произвежда няколко изстрела през прозореца, за да привлече внимание. Докато чакат полицията да дойде, Рупърт седи на стол до сандъка, Филип свири на пиано, а Брандън продължава да пие. 

## В ролите
| Актьор          | Роля          |
| --------------- | ------------- |
| Джеймс Стюарт   | Рупърт Кейдъл |
| Джон Дал        | Брандън Шоу   |
| Фарли Грейнджър | Филип Морган  |
| Седрик Хардуик  | г-н Кентли    |
| Джоун Чандлър   | Джанет Уокър  |
| Констанс Колиър | г-жа Атуотър  |
| Дъглас Дик      | Кенет Лоурънс |
| Едит Евансън    | г-жа Уилсън   |
| Дик Хоган       | Дейвид Кентли |

## Камео на Алфред Хичкок
Запазена марка на Алфред Хичкок е камео ролята в повечето му филми и този не прави изключение. На 55:19 минута от филма през прозореца може да се види червена неонова реклама, която проблясва и наподобява профила на Хичкок. Това е особено видимо, когато Джанет и Кенет се спират, за да си разменят няколко думи на тръгване.  
Спорна е появата на Алфред Хичкок в самото начало на филма, точно след края на началните надписи. В 'The Encyclopedia of Alfred Hitchcock' Томас Лийч посочва, че според архивите на Warner Bros. неоновият знак ознаменува единствената поява на Хичкок във филма. 

## Техника
Книгата "Хичкок & Трюфо" (Трюфо, Франсоа. Хичкок & Трюфо. София: Колибри, 2005) е ценен източник на информация за процеса по заснемането на филма. 
Там се посочва, че това е първият цветен филм на Хичкок и това, разбира се, довежда до някои проблеми - в продължение на 9 дни се преснимат готови вече части, тъй като оранжевият цвят е прекален. 
Безспорно постижение е самото заснемане на филма - непрекъснато, като всеки кадър трае по 10 минути, колкото е и продължителността на една лента, а преходите са прикрити чрез преминаването на някой персонаж пред обектива. Оттук произтича и друг проблем, свързан с въвеждането на цвета - светлината се променя, тъй като действието продължава от 19:30 ч. до 21:15 ч. 
Декорът е построен под формата на полукръг и всеки от облаците е подвижен. Шумовете от улицата са автентични - както разговорите между хората, така и полицейската сирена (макар в конкретния случай да е използвана линейка със сирена) са интегрирани във филма посредством поставен извън студиото микрофон. 
Движението на камерата следва диалозите - операторът се премества до предварително написана цифра при определена реплика от диалога. Макар това да е многократно репетирано, грешки биват допуснати - още първият дубъл е провален, тъй като в кадър влиза един от електротехниците. По-наблюдателното око дори може да забележи, че когато Филип порязва ръката си на счупената чаша, в следващия момент няма видима кръв или пък как Брандън държи цигара докато говори по телефона, но когато приключва разговора, цигара няма. 
Обект на анализиране е и имплицитно прокараната тема за хомосексуалността между Филип и Брандън. Самата пиеса, която се явява база на филма, пък експлицитно заявява тази връзка между двамата герои. 
Експерименталността на филма, в сюжетно и в технологично отношение, довежда до противоречива рецепция и доста слабо представяне в боксофиса на премиерата. В днешно време обаче "Въжето" е оценено със 7.9 в страницата на IMDB и с 92% в Rotten Tomatoes.

## Награди и номинации
| Награди                      | Награди                       | Награди                        | Награди   |
| Награда                      | Категория                     | Име                            | Резултат  |
| ---------------------------- | ----------------------------- | ------------------------------ | --------- |
| Награди „Едгар Алан По“-1949 | Най-добър криминален сценарий | Артър Лорънц и Патрик Хамилтън | номинация |